# CunninLynguists
CunninLynguists — американская андерграунд-хип-хоп-группа из Лексингтона и Атланты.

## О группе
На данный момент состав группы состоит из трех участников: Deacon the Villain, Kno, Natti. Группа выпустила обширную дискографию, в том числе несколько микстейпов и студийных альбомов. Основной жанр песен это альтернативный хип-хоп. Участники группы совмещают рэп с соулом и другими музыкальными стилями. Музыканты также любят устраивать коллаборации с другими исполнителями или музыкальными коллективами.
Первый альбом Will Rap For Food вышел в октябре 2001 года на маленьком подпольном лейбле, и все копии были вскоре раскуплены, превратив его в коллекционную редкость. Издание Pitchfork дало альбому положительную характеристику: «Основательный, доступный дебют, наполненный умными рифмами, с чрезвычайно последовательным продюсированием». В 2003 году вышел второй альбом Southernunderground, в котором, помимо прочего, затрагивались политические темы и события 11 сентября 2001 года. В дальнейшем группа выпустила ещё ряд микстейпов с приглашёнными звёздами, а также несколько студийных работ. Последний альбом CunninLynguists Rose Azura Njano вышел в октябре 2017 года.

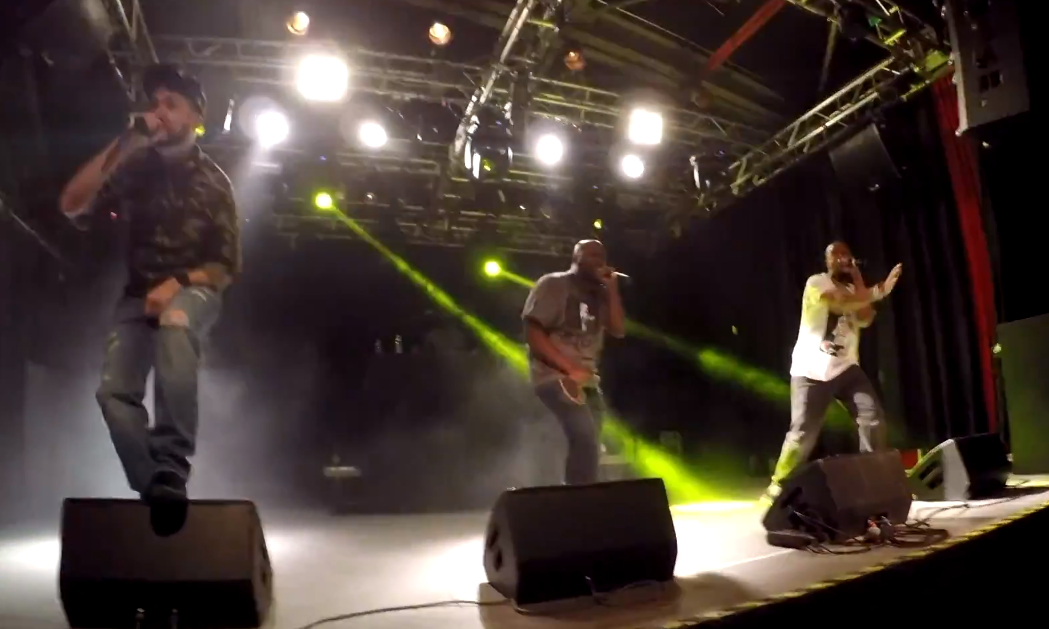
CunninLynguists live in Helsinki 01.04.2018

## Дискография
Студийные альбомы
- Will Rap for Food (2001)
- SouthernUnderground (2003)
- A Piece of Strange (2006)
- Dirty Acres (2007)
- Oneirology (2011)
- Rose Azura Njano (2017)

Мини-альбомы
- The WinterFire EP (2014)
- The Rose EP (2017)
- The Azura EP (2017)

Микстейпы
- Sloppy Seconds Volume One (2003)
- Sloppy Seconds Volume Two (2005)
- Strange Journey Volume One (2009)
- Strange Journey Volume Two (2009)
- Strange Journey Volume Three (2014)[3]